# Chalicotherium
Chalicotherium (grč. χαλιξ/khalix, khalik-: kamenčić + θηρίον/thērion, θηρ/thēr: životinja) bio je rod izumrlih neparnoprstaša iz porodice Chalicotheriidae koji je od kasnog oligocena do donjeg pliocena (prije 16–7,75 milijuna godina) nastanjivao Europu, Afriku i Aziju. To znači da je postojao 8,25 milijuna godina. Dostizali su visinu od 2,6 m u ramenima, a po izgledu su bili vrlo slični ostalim kalikoteridima, s dugim prednjim udovima s velikim kandžama, te malim zadnjim udovima koji su nosili veći dio težine. Bili su biljojedi.
Nomenklaturalnu vrstu, Chalicotherium goldfussi iz miocenske i pliocenske Europe, 1833. je opisao paleontolog Johann Jakob Kaup (1803. – 1873.). Od tada je tom rodu priključeno još sedam vrsta. Chalicotheriumi su bili u srodstvu s tapirima i nosorizima, s kojima su činili takson Tapiromorpha. Prema najnovijim filogenetskim analizama, rod Chalicotherium sadrži još dva sestrinska roda: Anisodon (Lartet, 1851.) i Nestoritherium (J. J. Kaup, 1859.), što ga čini parafiletičnim.

## Osobine
Na prvi pogled Chalicotherium liči na križanca konja i gorile, sa svojom konjskom glavom, dugim prednjim udovima i kratkim zadnjim udovima. Kao i mnogi pripadnici neparnoprstaša, bio je prilagođen brštenju (ishrani lišćem), ali je za to imao prilagodbe jedinstvene među svim srodnicima kopitara. Chalicotherium je imao nisku i široku karlicu i mogao je stajati na dvije noge, kako bi dugim rukama dohvatio visoke grane i privukao ih ustima radi lišća. Međutim, zadebljanja na sjednoj kosti ukazuju na to da su te životinje obično sjedile dugo vremena, vjerojatno dok su brstile.
Sama glava slična konjskoj pokazuje prilagodbe ishrani lišćem: pri dostizanju spolne zrelosti, toj životinji su ispadali sjekutići i gornji očnjaci, što ukazuje na to da su im za uzimanje hrane bile dovoljne mišićave usne i gole desni. Četvrtasti kutnjaci s niskom krunom pokazuju vrlo malo tragova korištenja. To također dokazuje da je Chalicotherium uzimao samo meke biljke.
Veliki prednji udovi Chalicotheriuma završavali su velikim kandžama koje su se savijale prema unutra. Koštana zadebljanja na stražnjoj strani kostiju prstiju smatraju se dokazom da se Chalicotherium kretao na člancima, slično kao čimpanze i gorile. Taj način hodanja, gdje su kandže okrenute prema unutra, onemogućavao je toj životinji da ih previše istroši. Vjerojatno ih je koristio pri ishrani kao neku vrstu grablji za skupljanje hrane, ali su također mogle služiti u obrambene svrhe. Zbog hodanja na člancima prednjih udova, kod Chalicotheriuma su svu težinu tijela nosili zadnji udovi. Iz tog razloga se nisu mogli brzo kretati.
Sve te osobine ukazuju na konvergenciju s kopnenim ljenivcima (Megatheriidae, Mylodontidae, Nothrotheriidae i Orophodontidae), gorilama i velikim pandama, s kojima nisu u srodstvu.

## Paleobiologija
Prije se smatralo da se Chalicotherium kretao u krdima. Razlog za tu pretpostavku bilo je nalazište Devínska Nová Ves (danas dio grada Bratislave, u Slovačkoj), gdje je u kršu pronađeno više od 1500 kostiju (oko 60 jedinki) te životinje. Svi ti ostaci pronađeni su u istim geološkim sedimentima. Međutim, danas se smatra da je u pitanju bilo mnogo jedinki koje su uginule na tom istom mjestu. Chalicotherium je vjerojatno živio sam ili u malenim grupama. Kod Chalicotheriuma se može primijetiti izražen spolni dimorfizam: mužjaci su imali visinu od 2,6 m, a ženke 1,8 m u ramenima. Zbog toga se može zaključiti da su se tijekom sezone parenja mužjaci borili za pravo na parenje.

## Klasifikacija

### Taksonomska povijest
Nomenklaturalni tipovi vrste Chalicotherium goldfussi pronađeni su u gornjomiocenskim slojevima tla nalazišta Dinotherien-sande blizu Eppelsheima (Njemačka). Kaup je, dok je 1833. opisivao tu novu životinju, otkrio da zubi liče na šljunak, pa je prema tome i dao naziv tom novom rodu. Lartet je kasnije, 1837. godine, udove pronađene u zemljišnim slojevima kod Sansana u departmanu Gers (jugozapadna Francuska) opisao kao ostatke roda Macrotherium. Daljnja istraživanja tih fosila i kasnija otkrića do kojih je došao Filhol omogućili su premještanje ostataka priključenih rodu Macrotherium u rod Chalicotherium. Nedavno je s rodom Chalicotherium sinonimiziran rod Butleria, čiji je naziv već zauzimao jedan rod leptira.
Taksonomska historija svake vrste detaljnije je objašnjena dolje, a morfološki i geografski podaci prikazani su za one vrste kod kojih su oni poznati.

### Vrste
Priznate:
- Chalicotherium goldfussi J. J. Kaup, 1833.

Nomenklaturalni tip vrste, pronađen u gornjomiocenskim slojevima u Njemačkoj. Težilo je oko 1500 kg i imala visinu od 2,6 m u ramenima.
- Chalicotherium giganteum Pictet, 1844.

Gervais ju je isprva opisao kao Macrotherium giganteum, kasnije se stopila s nomenklaturalnom vrstom zbog nedostatka morfoloških osobina po kojima se razlikuje od nje, pronađena je u gornjomiocenskim slojevima u Sansanu u Francuskoj.
- Chalicotherium brevirostris

Colbert ju je 1934. opisao kao Macrotherium brevirostris; ona potiče iz gornjomiocenske formacije Tung Gur u Unutrašnjoj Mongoliji (Kina).
- Chalicotherium rusingense Butler, 1962.

Potiče iz donjomiocenskih slojeva u Keniji i Ugandi.
- Chalicotherium pilgrimi

Forster Cooper ju je isprva nazvao Schizotherium pilgrimi, kasnije je priključena rodu Macrotherium; potiče iz donjomiocenskih nalazišta Bugti u Pakistanu.
- Chalicotherium wetzleri

Isprva nazvana Schizotherium wetzleri, potiče iz oligocenskih nalazišta u Francuskoj i Njemačkoj, što navodi znanstvenike na zaključak da je bila rasprostranjena u Zapadnoj Europi.
- Chalicotherium salinum

Forster Cooper ju je opisao kao Macrotherium salinum; prvi je put otkrivena u donjopliocenskim donjim nalazištima Siwaliks u Indiji; njezina kronološka i geografska rasprostranjenost kasnije je proširena na srednji (Pakistan) i gornji miocen (Kina).
- Chalicotherium wuduensis

Ta vrsta potiče iz gornjomiocenskih slojeva u Gansuu u Kini.
Nepriznate:
- Chalicotherium antiquum J. J. Kaup, 1833.

Pronađena na istom lokalitetu kao i nomenklaturalni tip, kasnije se pokazalo da joj nedostaje dijagnostičkih osobina pa je spojena s nomenklaturalnim tipom.
- Chalicotherium baltavarense

Taj naziv odnosi se na primjerak pronađen u Slovačkoj, koji je poslije spojen s vrstom Chalicotherium pentelicum.
- Chalicotherium minus

Neko vrijeme se smatrao vrstom roda Anisodon, a kasnije je spojen s nomenklaturalnim tipom.
- Chalicotherium posterigenium

Mlađi sinonim za Chalicotherium sivalense
- Chalicotherium sindiense

Mlađi sinonim za Chalicotherium sivalense
- Chalicotherium sinense

Ta vrsta, koja potiče iz donjopliocenskih nalazišta u Kini, sada je u sastavu roda Nestoritherium.
- Chalicotherium sivalense

Uspostavljena od primjeraka pronađenih u gornjomiocenskim nalazištima u Indiji, sada je u sastavu roda Nestoritherium.
- Chalicotherium pentelicum (pentelici u nekim starijim izdanjima)

Porijeklom iz gornjomiocenskih slojeva u Slovačkoj i Grčkoj (u kojoj je njezin najpoznatiji lokalitet Samos); vrsta nazvana Colodus pachygnathum kasnije je spojena s njom. Daljnja istraživanja pokazala su da ta vrsta pripada rodu Ancylotherium.
- Chalicotherium grande Blainville, 1849.

Istraživanja koja su Geraads et al. (1995.) proveli nakon što je ta vrsta opisana kao Macrotherium grande (Lartet, 1837.) i kasnije priključena rodu Chalicotherium (Blainville), te ista istraživanja provedena na vrstama M. rhodanicum, M. magnum i M. sansaniense, opravdala su svrstavanje svih njihovih primjeraka u oživljeni rod Anisodon (Lartet, 1851.) u vidu vrste Anisodon grande.
Priključeni primjerci:
- Chalicotherium cf. C. brevirostris Wang et al., 2001.

Porijeklom iz uvale Tsaidam u sjevernom dijelu Tibetanskog platoa (Kina).
- "Chalicotherium modicum" Stehlin, 1905.

Nomen nudum, zapravo je u pitanju zub vrste Schizotherium priscum.
- "Chalicotherium" bilobatum Cope.

Porijeklom iz oligocenskog Saskatchewana; taj izrazito fragmentaran primjerak je nomenklaturalni tip vrste na kojem je Russel uspostavio rod Oreinotherium.
- Chalicotherium spp.

Primjerci pronađeni na dva lokaliteta u Tadžikistanu; smatra se da predstavljaju barem dvije različite vrste.

### Filogenija
unnamed
|  | Chalicotherium salinum |
|  |                        |
|  | Anisodon               |
|  |                        |

|         | Chalicotherium brevirostris                                                                                            |
|         | |
| unnamed | \| \| Chalicotherium wuduensis \| \| \| \| \| \| Chalicotherium goldfussi \| \| \| \| \| \| Nestoritherium \| \| \| \| |
|         | \| \| Chalicotherium wuduensis \| \| \| \| \| \| Chalicotherium goldfussi \| \| \| \| \| \| Nestoritherium \| \| \| \| |
|         | Chalicotherium wuduensis                                                                                               |
|         | |
|         | Chalicotherium goldfussi                                                                                               |
|         | |
|         | Nestoritherium |
|         | |

|  | Chalicotherium wuduensis |
|  |                          |
|  | Chalicotherium goldfussi |
|  |                          |
|  | Nestoritherium           |
|  |                          |

|  | Chalicotherium salinum |
|  |                        |
|  | Anisodon               |
|  |                        |

|         | Chalicotherium brevirostris                                                                                            |
|         | |
| unnamed | \| \| Chalicotherium wuduensis \| \| \| \| \| \| Chalicotherium goldfussi \| \| \| \| \| \| Nestoritherium \| \| \| \| |
|         | \| \| Chalicotherium wuduensis \| \| \| \| \| \| Chalicotherium goldfussi \| \| \| \| \| \| Nestoritherium \| \| \| \| |
|         | Chalicotherium wuduensis                                                                                               |
|         | |
|         | Chalicotherium goldfussi                                                                                               |
|         | |
|         | Nestoritherium |
|         | |

|  | Chalicotherium wuduensis |
|  |                          |
|  | Chalicotherium goldfussi |
|  |                          |
|  | Nestoritherium           |
|  |                          |

|  | Chalicotherium salinum |
|  |                        |
|  | Anisodon               |
|  |                        |

|         | Chalicotherium brevirostris                                                                                            |
|         | |
| unnamed | \| \| Chalicotherium wuduensis \| \| \| \| \| \| Chalicotherium goldfussi \| \| \| \| \| \| Nestoritherium \| \| \| \| |
|         | \| \| Chalicotherium wuduensis \| \| \| \| \| \| Chalicotherium goldfussi \| \| \| \| \| \| Nestoritherium \| \| \| \| |
|         | Chalicotherium wuduensis                                                                                               |
|         | |
|         | Chalicotherium goldfussi                                                                                               |
|         | |
|         | Nestoritherium |
|         | |

|  | Chalicotherium wuduensis |
|  |                          |
|  | Chalicotherium goldfussi |
|  |                          |
|  | Nestoritherium           |
|  |                          |

|  | Chalicotherium salinum |
|  |                        |
|  | Anisodon               |
|  |                        |

|         | Chalicotherium brevirostris                                                                                            |
|         | |
| unnamed | \| \| Chalicotherium wuduensis \| \| \| \| \| \| Chalicotherium goldfussi \| \| \| \| \| \| Nestoritherium \| \| \| \| |
|         | \| \| Chalicotherium wuduensis \| \| \| \| \| \| Chalicotherium goldfussi \| \| \| \| \| \| Nestoritherium \| \| \| \| |
|         | Chalicotherium wuduensis                                                                                               |
|         | |
|         | Chalicotherium goldfussi                                                                                               |
|         | |
|         | Nestoritherium |
|         | |

|  | Chalicotherium wuduensis |
|  |                          |
|  | Chalicotherium goldfussi |
|  |                          |
|  | Nestoritherium           |
|  |                          |

|  | Chalicotherium salinum |
|  |                        |
|  | Anisodon               |
|  |                        |

|         | Chalicotherium brevirostris                                                                                            |
|         | |
| unnamed | \| \| Chalicotherium wuduensis \| \| \| \| \| \| Chalicotherium goldfussi \| \| \| \| \| \| Nestoritherium \| \| \| \| |
|         | \| \| Chalicotherium wuduensis \| \| \| \| \| \| Chalicotherium goldfussi \| \| \| \| \| \| Nestoritherium \| \| \| \| |
|         | Chalicotherium wuduensis                                                                                               |
|         | |
|         | Chalicotherium goldfussi                                                                                               |
|         | |
|         | Nestoritherium |
|         | |

|  | Chalicotherium wuduensis |
|  |                          |
|  | Chalicotherium goldfussi |
|  |                          |
|  | Nestoritherium           |
|  |                          |

|  | Chalicotherium salinum |
|  |                        |
|  | Anisodon               |
|  |                        |

|         | Chalicotherium brevirostris                                                                                            |
|         | |
| unnamed | \| \| Chalicotherium wuduensis \| \| \| \| \| \| Chalicotherium goldfussi \| \| \| \| \| \| Nestoritherium \| \| \| \| |
|         | \| \| Chalicotherium wuduensis \| \| \| \| \| \| Chalicotherium goldfussi \| \| \| \| \| \| Nestoritherium \| \| \| \| |
|         | Chalicotherium wuduensis                                                                                               |
|         | |
|         | Chalicotherium goldfussi                                                                                               |
|         | |
|         | Nestoritherium |
|         | |

|  | Chalicotherium wuduensis |
|  |                          |
|  | Chalicotherium goldfussi |
|  |                          |
|  | Nestoritherium           |
|  |                          |

|  | Chalicotherium salinum |
|  |                        |
|  | Anisodon               |
|  |                        |

|         | Chalicotherium brevirostris                                                                                            |
|         | |
| unnamed | \| \| Chalicotherium wuduensis \| \| \| \| \| \| Chalicotherium goldfussi \| \| \| \| \| \| Nestoritherium \| \| \| \| |
|         | \| \| Chalicotherium wuduensis \| \| \| \| \| \| Chalicotherium goldfussi \| \| \| \| \| \| Nestoritherium \| \| \| \| |
|         | Chalicotherium wuduensis                                                                                               |
|         | |
|         | Chalicotherium goldfussi                                                                                               |
|         | |
|         | Nestoritherium |
|         | |

|  | Chalicotherium wuduensis |
|  |                          |
|  | Chalicotherium goldfussi |
|  |                          |
|  | Nestoritherium           |
|  |                          |

|  | Chalicotherium salinum |
|  |                        |
|  | Anisodon               |
|  |                        |

|         | Chalicotherium brevirostris                                                                                            |
|         | |
| unnamed | \| \| Chalicotherium wuduensis \| \| \| \| \| \| Chalicotherium goldfussi \| \| \| \| \| \| Nestoritherium \| \| \| \| |
|         | \| \| Chalicotherium wuduensis \| \| \| \| \| \| Chalicotherium goldfussi \| \| \| \| \| \| Nestoritherium \| \| \| \| |
|         | Chalicotherium wuduensis                                                                                               |
|         | |
|         | Chalicotherium goldfussi                                                                                               |
|         | |
|         | Nestoritherium |
|         | |

|  | Chalicotherium wuduensis |
|  |                          |
|  | Chalicotherium goldfussi |
|  |                          |
|  | Nestoritherium           |
|  |                          |

## Popularna kultura
Chalicotherium u popularnoj kulturi nije jako poznat rod izumrlih životinja, ali je prikazan u BBC-jevom dokumentarnom filmu Walking with Beasts (2001.). Nakratko se pojavio i u drugom nastavku filma Ice Age (Ice Age 2: The Meltdown).

## Vanjske poveznice
- Chalicotherium  Arhivirana inačica izvorne stranice od 15. veljače 2021. (Wayback Machine) u The Paleobiology Database